# 1276 Уккелія
1276 Уккелія (1276 Ucclia) — астероїд головного поясу, відкритий 24 січня 1933 року.
Тіссеранів параметр щодо Юпітера — 3,067.
Названо на честь Уккела - однієї з дев'ятнадцяти комун Брюссельського столичного регіону.